# Santo Domingo la Reforma
Santo Domingo la Reforma är en ort i Mexiko.   Den ligger i kommunen Santiago Lachiguiri och delstaten Oaxaca, i den sydöstra delen av landet, 500 km sydost om huvudstaden Mexico City. Santo Domingo la Reforma ligger 1 104 meter över havet och antalet invånare är 107.
Terrängen runt Santo Domingo la Reforma är lite bergig, och sluttar norrut. Runt Santo Domingo la Reforma är det glesbefolkat, med 9 invånare per kvadratkilometer. Närmaste större samhälle är Santa María Nativitas Coatlán, 6,2 km norr om Santo Domingo la Reforma. I omgivningarna runt Santo Domingo la Reforma växer i huvudsak städsegrön lövskog.